# Kunstmärchen

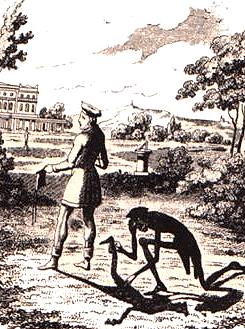
Adelbert von Chamisso – Peter Schlemihls wundersame Geschichte; Radierung von G. Cruikshank, 1827

Kunstmärchen (in jüngerer Zeit auch: Moderne Märchen) sind eine spezielle Ausprägung der Literaturgattung des Märchens. Im Gegensatz zu den Volksmärchen ist die Urheberschaft von Kunstmärchen einem bestimmten Dichter oder Schriftsteller zuzuordnen.

## Gattungsmerkmale
Kunstmärchen nutzen wie Volksmärchen Metaphern und greifen häufig auch Stil, Themen und Elemente von Volksmärchen auf, sind aber meist weder in ihrer Erzählform eindimensional, noch erschöpfen sie sich in stereotyper Abstraktion von Ort, Zeit und handelnden Personen, d. h., sie liefern oft zusätzlich detaillierte(re) Beschreibungen von Personen und Ereignissen. Anders als in Volksmärchen werden die Figuren zuweilen „gebrochen“ und deren Probleme psychologisiert, so dass sie auch „innere“ Wandlungen vollziehen. Anstelle eines Schwarz-Weiß-Schemas, wie z. B. das von "Gut und Böse" samt eindeutiger moralischer Positionierung, werden in Kunstmärchen auch moralische Grauzonen abgehandelt, und sie enden auch nicht immer glücklich (vgl. Hans Christian Andersen: Die kleine Meerjungfrau).
Kunstmärchen nutzen zudem nicht selten einen verschachtelten Aufbau (Märchen im Märchen) und sind oft umfangreicher sowie literarisch ambitionierter als Volksmärchen konzipiert. Wie schon die ursprünglichen Volksmärchen haben bzw. hatten auch die Kunstmärchen oft zuerst die Erwachsenen als Adressaten. Im Vorwort zu der märchenartigen Erzählung Der kleine Prinz wird hingegen von vorneherein hervorgehoben, dass sich das Buch sowohl an Kinder als auch an Erwachsene richtet.
Einige Kunstmärchen wurden bereits vor Jahrhunderten auch als Märchendrama oder Märchenoper adaptiert oder dafür konzipiert. Neben mehr oder weniger umfangreichen Erzählungen sind auch Märchenromane vorgelegt worden, die jedoch meist auch Merkmale der Fantasy-Literatur aufweisen und von daher schwer davon abzugrenzen sind.